# Alluvione del Piemonte del 2008
L'alluvione del Piemonte del 2008, evento noto anche come alluvione di Villar Pellice essendo quest'ultima la località più colpita, fu un evento calamitoso abbattutosi nella regione tra il 28 maggio e il 30 maggio 2008.

## I precedenti
Il Piemonte fu teatro di altri eventi similiari nel 1948, nel 1977, nel 1994 e nel 2000 che causarono gravi danni al patrimonio edilizio nonché molte perdite umane.
In particolar modo nell'evento del 19-20 maggio 1977 la Val Pellice fu vittima di un altro terribile evento franoso: una terribile massa di detriti precipitò dal bacino del Rio di Garin, l'attuale Rio Cassarot, investendo l'intera borgata di Garin, ferendo 2 persone. Altri danni si ebbero nelle valli Chisone e Germanasca, tra cui il crollo del ponte tra Bibiana e Bricherasio che provocò la morte di sette persone precipitate con le loro auto.

## Gli eventi
Il 28 maggio 2008, in Piemonte, specialmente nella fascia alpina in provincia di Torino, iniziarono straordinarie precipitazioni che coinvolsero gran parte delle valli interessate causando molti problemi, quali allagamenti, mancanza di luce, black-out, smottamenti e danneggiamenti alle abitazioni.
I picchi di pioggia più alti furono registrati a Col Barant, che misurò all'incirca 312 mm (373 mm si considerano tutti e tre i giorni) e a Prali, che registrò 219 mm (276 mm se si considerano tutti e tre i giorni).
Il 29 maggio l'ospedale Amedeo di Savoia di Torino venne evacuato e chiuso per via di una possibile esondazione del fiume Dora Riparia mentre alcuni ponti sia in città che in provincia vennero chiusi. Alle 10:25 avvenne il fatto più tragico dell'evento alluvionale: una grossa massa di fango e detriti proveniente dal bacino del Rio Cassarot di circa 40.000 m³, precipitò in Val Pellice, inondando in pochissimi secondi la borgata Garin di Villar Pellice. Molte abitazioni furono danneggiate e 2 completamente distrutte. La colata investi anche strade e campagne fino alla confluenza del Rio Cassarot con il Pellice. I soccorsi si attivarono subito dopo dal presidio ospedaliero civile di Pinerolo tramite elicotteri, ambulanze, carri dei vigili del fuoco e camionette della polizia e della guardia di finanza. Il loro aiuto fu coadiuvato da ruspe per la rimozione della terra e gli scavi durarono due giorni. Furono evacuate per precauzione circa 300 persone. Disagi anche in varie zone della provincia di Torino dove si registrarono smottamenti a Ceresole Reale e a Pont Canavese.
Il 30 maggio gli eventi volsero al termine anche se comunque la mattinata fu interessata da precipitazioni moderate, a cui fece seguito la conta dei danni, che ammontava a circa 5 milioni di euro prontamente stanziati dalla regione.

## Vittime
Per la frana della Val Pellice rimasero coinvolte in tutto 6 persone: 4 furono i morti, dei quali 3 nelle abitazioni crollate e 1 a seguito del ribaltamento da parte della colata di un'automobile e di un trattore; 3 persone rimasero ferite lievemente mentre 1 persona rimase illesa alla colata.